# Honoka Hayashi
Honoka Hayashi (林 穂之香, Hayashi Honoka, Uji, 19 mei 1998) is een Japans voetbalster die als middenvelder speelt bij Cerezo Osaka Sakai.

## Clubcarrière
Hayashi begon haar carrière in 2013 bij Cerezo Osaka Sakai.

## Interlandcarrière
Hayashi nam met het Japans nationale elftal O20 deel aan het WK onder 20 in 2016 en 2018. Japan behaalde brons op het WK onder 20 in 2016 en goud op het WK onder 20 in 2018.
Hayashi maakte op 11 december 2019 haar debuut in het Japans vrouwenvoetbalelftal tijdens een wedstrijd om het Oost-Aziatisch kampioenschap voetbal tegen Chinees Taipei. Ze heeft 1 interland voor het Japanse elftal gespeeld.

## Statistieken
| Japans vrouwenvoetbalelftal | Japans vrouwenvoetbalelftal | Japans vrouwenvoetbalelftal |
| Jaar                        | Wed.                        | Dlp.                        |
| --------------------------- | --------------------------- | --------------------------- |
| 2019                        | 1                           | 0                           |
| Totaal                      | 1                           | 0                           |